# K Overpeltse VV
Ne pas confondre avec Overpelt-Fabriek, devenu Lommel United (matricule 2254)
Maillots
Dernière mise à jour : 3 juillet 2014.
Le Koninklijke Overpeltse Voetbalvereeniging est un ancien club de football belge basé à Overpelt. Fondé en 1932, il portait le matricule 2082. Le club a évolué durant 6 saisons en Promotion, le quatrième niveau national belge. En 2014, il fusionne avec le club de la commune voisine, le KFC Esperanza Neerpelt, pour former le KFC Esperanza Pelt.

## Histoire
Le club est fondé en 1932 et est alors le troisième club dans la localité d'Overpelt, après le VV Overpelt-Usines et le Halt VV. Le club s'affilie d'abord à la Vlaamse Voetbalbond et rejoint ensuite l'Union Belge le 16 août 1933, qui lui attribue le matricule 2082. Le club débute un an plus tard au plus bas niveau régional. Il remporte le titre dans sa série en 1946 et rejoint la deuxième provinciale, qui constitue à l'époque le plus haut niveau avant d'atteindre les séries nationales. Le club en est relégué après deux saisons, et chute encore d'un niveau en 1953, un après la réforme des compétitions nationales et provinciales.
Le club remonte en deuxième provinciale en 1958 et passe ensuite quarante ans à ce niveau, à l'exception de deux saisons en « P3 » en 1977-1978 et 1980-1981, toutes deux ponctuées d'un titre de champion et d'une remontée directe. En 1997, le club est à nouveau relégué au niveau inférieur mais cette fois, la relégation est suivie d'une seconde, qui le renvoie en quatrième provinciale, le plus bas niveau du football belge. Il parvient à remonter en troisième provinciale via le tour final, où il se stabilise durant cinq ans.
En 2003, le grand club de la ville, Overpelt Fabriek, déménage dans les installations du défunt KFC Lommelse SK et prend le nom de United Overpelt-Lommel. Overpelt VV s'installe alors dans le désormais ex-stade du Fabriek, le complexe De Leukens. Ce déménagement est rapidement couronné de succès. En 2005, le club rejoint la première provinciale via le tour final et enchaîne un an plus tard avec un titre de champion, ce qui lui ouvre les portes de la Promotion, le quatrième niveau national, pour la première fois de son histoire en 2007.
Le passage vers les séries nationales est difficile pour le club, qui termine en position de relégable et retourne en « P1 » après une seule saison. Le club vise la remontée directe en Promotion mais doit se contenter de la deuxième place finale derrière le KSK Bree. Il remporte ensuite le tour final provincial puis participe au tour final interprovincial, réduit à un match à la suite de plusieurs disparitions de clubs. Victorieux sur le terrain du RFC Meux, Overpelt VV réintègre la Promotion. Cette fois, il parvient à se maintenir en milieu de classement et réalise la meilleure saison de son histoire en 2011-2012, terminant à la troisième place. Il participe au tour final pour la montée en Division 3 mais échoue dès le premier tour face à Dilbeek Sport. Après une saison plus moyenne, le club égale cette performance en 2013-2014 et prend à nouveau part au tour final pour l'accession au niveau supérieur.
Néanmoins, on apprend dans le courant du mois de février 2014 que le club a entamé des pourparlers de fusion avec le club de la ville voisine, le KFC Esperanza Neerpelt, engagé dans la même série de Promotion. Le nouveau club, baptisé KFC Esperanza Pelt, conserve le matricule 2529 de Neerpelt.

## Résultats dans les séries nationales
Statistiques clôturées, club disparu

### Bilan
| Niv | Divisions     | Jouées | Titres | TM Up | TM Down |
| --- | ------------- | ------ | ------ | ----- | ------- |
| I   | 1re nationale | 0      | 0      |       |         |
| II  | 2e nationale  | 0      | 0      |       |         |
| III | 3e nationale  | 0      | 0      |       |         |
| IV  | 4e nationale  | 6      | 0      | 2     |         |
| V   | 5e nationale  | 0      | 0      |       |         |
|     |               |        |        |       |         |
|     | TOTAUX        | 6      | 0      | 2     | 0       |

- TM Up : test-match pour départager des égalités, ou toutes formes de Barrages ou de Tour final pour une montée éventuelle.
- TM Down : test-match pour départager des égalités, ou toutes formes de Barrages ou de Tour final pour le maintien.

### Classement saison par saison
| Ordre               | Saison  | Nom du club     | Niveau            | Classement final | Remarques  |
| ------------------- | ------- | --------------- | ----------------- | ---------------- | ---------- |
| 1                   | 2007-08 | K Overpeltse VV | Promotion série C | 14e/16           | Relégué!   |
| séries provinciales |         |                 |                   |                  |            |
| 2                   | 2009-10 | K Overpeltse VV | Promotion série C | 9e/16            |            |
| 3                   | 2010-11 | K Overpeltse VV | Promotion série C | 10e/16           |            |
| 4                   | 2011-12 | K Overpeltse VV | Promotion série C | 3e/16            | Tour final |
| 5                   | 2012-13 | K Overpeltse VV | Promotion série C | 11e/18           |            |
| 6                   | 2013-14 | K Overpeltse VV | Promotion série C | 3e/16            | Tour final |

## Anciens joueurs connus
- Jan Moons : ancien gardien du Lierse et du KRC Genk notamment, champion de Belgique une fois avec ces deux clubs, termine sa carrière en 2010 à Overpelt.
- Dimitri De Condé : ancien joueur du Standard de Liège, joue plus de 300 matches en Division 1 avec plusieurs clubs, termine sa carrière en 2011 à Overpelt.